# Villa Manifesto
Villa Manifesto è il sesto album del gruppo hip hop statunitense Slum Village, pubblicato il 27 luglio 2010 e distribuito da E1, Ne'Astra Music e nel mercato nipponico da Octave. Tra i produttori, J Dilla, Hi-Tek e Mr. Porter. Collaborano all'album anche Dwele, i Little Brother, Phife Dawg del gruppo A Tribe Called Quest e Posdnuos dei De La Soul.
Il disco "riunisce" i componenti del gruppo del passato - i prematuramente scomparsi J Dilla e Baatin - assieme a quelli del presente (T3 ed Elzhi) e al futuro membro Illa J, fratello minore di Jay Dee entrato nel gruppo nel 2008.
Dopo la morte di J Dilla (2006), T3 decide di prendersi una pausa dalle scene, ritornando qualche anno più tardi assistito da Elzhi e Illa J. Segue anche il decesso di Baatin, avvenuto durante il periodo della registrazione dell'album.
L'album ottiene un discreto successo commerciale e di critica. È generalmente apprezzato dai critici musicali ed entra nelle classifiche statunitensi degli album indipendenti e hip hop. Steve Juon di RapReviews scrive che «Villa Manifesto [...] è l'apparentemente impossibile riunione dell'intero gruppo degli Slum Village [...] e uno dei suoi album migliori.»
| Recensione    | Giudizio |
| ------------- | -------- |
| AllMusic      | [ 1 ]    |
| RapReviews    | [ 2 ]    |
| Spin          | [ 3 ]    |
| HipHopDX      | [ 4 ]    |
| The A.V. Club | B        |
| Pitchfork     | [ 6 ]    |
| Rolling Stone | [ 7 ]    |
| Prefix        | [ 8 ]    |
| PopMatters    | [ 9 ]    |

## Tracce
1. Bare Witness (featuring DJ Babu) – 2:30 (testo: R.L. Altman III, Christopher Tyson, Jason Powers, Ralph Rice, Titus Glover – musica: Khrysis, Young RJ)
2. Lock It Down – 3:18 (testo: Altman, Powers, Glover, James Yancey – musica: J Dilla)
3. Scheming (featuring Posdnuos, Phife Dawg & J Dilla) – 4:15 (testo: Altman, Rice, Glover, Yancey, Kevin Perkins, Vice Verse – musica: Young RJ)
4. Earl Flinn – 3:04 (testo: Powers, Altman, Rice, Glover – musica: Young RJ)
5. Faster (featuring Colin Munroe (non accreditato)) – 3:36 (testo: Powers, Altman, Rice, Glover, Colin Munroe, Craig Lane – musica: Young RJ. Co-produzione: Craig Lane)
6. 2000 Beyond (featuring J Dilla) – 2:53 (testo: Yancey, Altman, Powers, Rice – musica: Young RJ)
7. Dance (featuring AB) – 2:45 (testo: Altman, Dave West, Glover, Aaron Abernathy – musica: Supa Dave West)
8. Don't Fight the Feeling/Daylight (featuring Dwele) – 7:24 (testo: Altman, Denaun Porter, Glover, Abernathy – musica: Mr. Porter, T3)
9. Um Um (featuring Keys) – 3:33 (testo: Powers, Altman, Rice, Richardson – musica: Young RJ)
10. The Set Up – 3:51 (testo: Powers, Rice, Glover, Tony Cottrell – musica: Hi-Tek)
11. The Reunion, Pt. 2 – 3:09 (testo: Yancey, Altman, Powers, Rice – musica: Young RJ)
12. Where Do We Go from Here (featuring Little Brother) – 2:52 (testo: Phonte Coleman, Altman, Rice, Thomas Jones – musica: Young RJ)
13. We'll Show You (featuring AB) – 2:46 (testo: Yancey, Altman, Rice, Glover, Abernathy – musica: J Dilla)

Durata totale: 45:56
Tracce bonus nell'edizione per il mercato britannico
1. Stereo (featuring Illa J) – 3:15 (testo: Lane, John Yancey, Altman, Rice – musica: Young RJ. Co-produzione: Craig Lane)
2. Dope Man – 3:51 (testo: Altman, Rice, Lane, Glover – musica: Young RJ)
3. Nitro (featuring Young RJ) – 3:13 (testo: Altman, Rice, Perkins, Powers – musica: Young RJ)

## Formazione
Crediti adattati da Allmusic.
- AB - voce aggiuntiva (tracce 7 e 13), compositore (tracce 7-8 e 13)
- Babu - voce aggiuntiva (traccia 1)
- Samuel Beaubien - arrangiamenti tromba, arrangiamenti archi
- Mario Butterfield - direzione artistica
- Jeff Campo - mastering
- Shawnte Crespo - marketing
- DJ Dez - scratches (traccia 12), percussioni
- DJ Hi-Tek - produttore (traccia 10)
- Dwele - voce aggiuntiva (traccia 8)
- Jay Franco - mastering
- Vernon D. Hill - tastiere (traccia 13)
- J Dilla - voce aggiuntiva (tracce 3 e 6), produttore (tracce 2 e 13), compositore (tracce 2-3, 6, 11 e 13)
- Lauren Johnson - percussioni (tracce 3, 5 e 9)
- Percus Johnson - ingegnere audio, missaggio
- Keys - voce aggiuntiva (traccia 9)
- Khrysis - produttore (traccia 1)

- Craig Lane - co-produttore (tracce 5 e 14), tastiere (tracce 3, 5-7, 9 e 12), compositore (tracce 5, 14-15)
- Little Brother - voce aggiuntiva (traccia 12)
- Timothy Maynor - management
- Mike Mindingali - tastiere (traccia 7)
- Mr. Porter - produttore (traccia 8), compositore (traccia 8)
- Phife Dawg - voce aggiuntiva (traccia 3)
- Posdnuos - voce aggiuntiva (traccia 3)
- RJ Rice - produttore esecutivo, compositore (tracce 1, 3-6, 9-16)
- Scrap Dirty - A&R
- Slum Village - voci, produttori, compositori
- T3 - produttore esecutivo, compositore (tracce 1-9, 11-16)
- Vice Verse - poesia (traccia 3)
- Waajeed - basso
- Dave West - compositore (traccia 7), produttore (traccia 7)
- Young RJ - ingegnere audio, missaggio, produttore (tracce 1, 3-5, 7-8, 10 e 12)

## Classifiche
| Classifica (2010)         | Posizione massima |
| ------------------------- | ----------------- |
| US Independent Albums     | 31                |
| US Top Rap Albums         | 21                |
| US Top R&B/Hip-Hop Albums | 37                |